# Albert Moukheiber (scientifique)
Pour l’article homonyme, voir Albert Moukheiber (homme politique).
Albert Moukheiber, né le 08 octobre 1982, est un scientifique français d'origine libanaise, docteur en neurosciences, il est également psychologue clinicien et chargé de cours.

## Biographie
Après une licence en psychologie de l'université américaine de Beyrouth, il poursuit ses études en France où il obtient un doctorat en neurosciences à l'université Paris 6 et un master en psychologie clinique, à Paris 5 et Paris 8.
Avec d'autres neuroscientifiques, il fonde l'association Chiasma qui organise des conférences et ateliers pour expliquer les mécanismes du cerveau qui sous-tendent nos raisonnements et notre vision du monde.
En 2019, il publie le livre Votre cerveau vous joue des tours dans lequel il aborde le fonctionnement du cerveau et les biais cognitifs en affirmant que « moins on connaît un sujet, moins on est capable de mesurer à quel point on ne maîtrise pas le sujet en question ». Selon lui, la connaissance de ces mécanismes permettrait de refaire société en se basant « sur un socle commun de réalité », notamment en ce qui concerne les vaccins et le réchauffement climatique,,.
Il s'intéresse à la question des fausses informations dans le cadre de la pandémie de Covid-19.
En 2022, il produit pour France Culture le podcast La perception de la réalité, en 6 épisodes de 9 minutes, qui constitue la première saison du podcast générique Votre Cerveau,.

## Publications
- Votre cerveau vous joue des tours, Allary, 2019, 240 p. (ISBN 978-2370732606)
- Avec Raphaël Martin, Le cerveau pas bête, Bayard Jeunesse, 2023, 72 p. (ISBN 979-1036344107)

- Neuromania - Le vrai du faux sur votre cerveau, Allary, 2024, 288 p. (ISBN 978-2370734310)